# Горак, Иржи
Иржи Горак (чамор. Jiří Horák, 4 декабря 1884, Бенешов — 14 сентября 1975, Мартин) — чешский фольклорист, этнограф и литературовед, действительный член Чехословацкой АН (с 1956). В 1945—1948 годах был послом Чехословакии в СССР. Изучал украинско-чешские и украинско-словацкие фольклорные и литературные связи.

## Биография
Иржи Горак родился 4 декабря 1884 года в городе Бенешов у Праги. В 1902—1908 годах учился на философском факультете Карловского университета, где его преподавателями были, в частности, Ян Гебауэр, Ян Мачала и его будущий коллега Иржи Поливка. После окончания университета работал сначала в общеобразовательной школе, потом в высшей гимназии в Праге. Между 1922—1926 годы работал доцентом на филологическом факультете университета Масарика в Брно, откуда перешел на вакантную должность в Карловом университете, где получил звание профессора (1927—1953).
Он также был управляющим директором (1919), а с 1939 года председателем Национального института народной песни, между 1928 и 1932 годами он был председателем Чехословацкого этнографического общества. На первом международном конгрессе славянских филологов (1929) он принимал участие как его генеральный секретарь.
Научная деятельность И. Горака была прервана с закрытием университетов во время немецкой оккупации (в период с 1944 по 1945 год он был заключен в тюрьму в Праге), после окончания Второй мировой войны в 1945—1948 годах был послом Чехословакии в СССР.
После возвращения из Москвы он вновь посвятил себя научной и преподавательской деятельности в Карловском университете. В 1952 году он стал главой отделения народной песни Чехословацкой академии наук. После слияния этого отделения с этнографическим отделом в 1954 году, И. Горак занимал должность руководителя фольклорного отдела вновь созданного Института этнографии и фольклора, а с 1956 по 1963 годы был председателем института. В 1971 году вышел на пенсию.

## Творчество
Автор трудов «Малороссийские песни в сборнике Челаковського» (1914), «Три чешских писателя в Галиции» (1915), «украинские Народные элементы в творчестве И. Гануша и К.-Я. Эрбена» (1921), «Драмы Фрича по истории Украины» (1930), «3 истории славянских литератур» (1948).
Исследовал творчество Т. Шевченко, в 1920—1930-х годах выступал со статьями, лекциями и докладами о украинского поэта, участвовал в организации многих шевченковских вечеров. Горак штудировал труды И. Франко и В. Гнатюка, напечатал некролог И. Франко.